# Ready to Rock
Ready to Rock – wydany w roku 2004 minialbum pochodzącego z Australii zespołu Airbourne. Album został wydany w bardzo ograniczonym nakładzie przez sam zespół.

## Lista utworów
1. "Ready To Rock" - 3:24
2. "Stand And Deliver" - 5:05
3. "When The Girl Gets Hot (The Love Don't Stop)" - 4:11
4. "Come On Down" - 6:03
5. "Runnin' Hot" - 5:12
6. "Hotter Than Hell" - 4:28
7. "Women On Top" - 3:47
8. "Dirty Angel" - 3:36

Kompozytorem wszystkich utworów jest Joel O'Keeffe